# Joel Grey
Joel Grey (født som Joel Katz 11. april 1932 i Cleveland, Ohio, USA) er en amerikansk scene- og filmskuespiller.
Han vandt en Oscar, i klassen bedste mandlige birolle, for sin rolle som "Ceremonimester" i filmmusicalen Cabaret. Han er far til skuespilleren Jennifer Grey, stjerne i Dirty Dancing. Han har fået en stjerne på Hollywood Walk of Fame.